# 北63線
北63線 正義－頭前，是位於新北市的一條鄉道，北起新北市蘆洲區正義，南至新北市新莊區頭前，全長6.485公里。有一支線北63-1線。北63線前身為新莊和尚洲道，曾通有輕便鐵道。

## 路線說明
新北市
- 蘆洲區：正義 0.0k（起點，103線岔路）→ 中正路 → 蘆洲（舊起點）右轉中山二路 → （區界）
- 五股區：（區界）→  褒仔寮（108線岔路共線） → 四維路 → 108線岔路 → 六號越堤道 → 疏洪十路 → 九號越堤道  →（區界）
- 新莊區：（區界）→ 興化（北63-1線岔路） → 化成路 →頭前6.485k（終點，台1甲線岔路）

## 沿革
| 北63線歷史沿革 | 北63線歷史沿革                                     | 北63線歷史沿革                                     |
| 年代           | 本編號沿革                                         | 本路線沿革                                         |
| -------------- | -------------------------------------------------- | -------------------------------------------------- |
| 1961年         | 水河－溪墘間1.714km                                | 編為北69線（蘆洲－頭前間4.642Km）。                |
| 1976年         | 解編                                               | 編為北69線（蘆洲－頭前間4.642Km）。                |
| 1983年         | 本線改編為北63線（蘆洲－頭前間4.657Km）。          | 本線改編為北63線（蘆洲－頭前間4.657Km）。          |
| 近年           | 因103線改道，將起點延長至正義，里程延長為6.485Km。 | 因103線改道，將起點延長至正義，里程延長為6.485Km。 |

## 沿線設施
- 捷運蘆洲站
- 蘆洲國中
- 蘆洲國小
- 蘆洲監理站
- 更寮國小
- 頭前國小

本線與北66線、北68線交會處皆有舊式圖形化指標

## 交會公路
- 103線
- 北61線
- 108線
- 北63-1線
- 台1線
- 北66線
- 北68線
- 台1甲線

## 支線
北63-1線 興化－新莊，是位於新北市的一條鄉道，北起新北市新莊區興化，南至新北市新莊區新莊，全長5.000公里。為北63線的支線。

### 路線說明
新北市
- 新莊區：興化0.0k（北63線岔路）→（區界）
- 五股區：（區界）→ 化成路 → 五工一路 → 五權一路 → 五工五路 → 五權三路 → 五工六路 →（區界）
- 新莊區：（區界）→ 中山路（台1線岔路逆向短暫共線） → 中港路（台1線岔路分離） → 幸福橋（北66線起點岔路） → 新莊5.000k（終點，台1甲線岔路）

### 歷史沿革
| 北63-1線歷史沿革 | 北63-1線歷史沿革                                                                    | 北63-1線歷史沿革                                                                    |
| 年代             | 本編號沿革                                                                          | 本路線沿革                                                                          |
| ---------------- | ----------------------------------------------------------------------------------- | ----------------------------------------------------------------------------------- |
| 1961年           | 空號                                                                                | 編為北70線                                                                          |
| 1983年           | 原北72線分割並改號為北70線及北71線，原北70線改編為北63-1線（興化－新莊間5.000Km）。 | 原北72線分割並改號為北70線及北71線，原北70線改編為北63-1線（興化－新莊間5.000Km）。 |

### 沿線設施
- 五股工業區
- 中港大排願景館
- 新北市立圖書館新莊中港分館
- 中港三角公園
- 新莊國小

### 交會公路
- 北63線
- 台1線
- 北66線
- 北68線
- 台1甲線